# Флот государства вандалов и аланов
Флот государства вандалов и аланов — флот Вандальского государства в V—VI веках.
Ещё во время пребывания в Испании в начале V века вандалы испытывали интерес к перемещениям по Средиземноморскому морю. В этот период, начиная с приблизительно 425 года, они начали обучаться морскому ремеслу у римлян. По замечанию Э. Ф. Готье, и впоследствии команды кораблей состояли в основном из представителей других народностей — пунийцев и мавров, а сами вандалы составляли только командный состав. Главнокомандующим обычно являлся король.
Военный флот был создан Гейзерихом после захвата в 435 году карфагенских кораблей для перевозки зерна. Таким образом, как подметили А. И. Корсунский и Р. Гюнтер, этот король получил господство над Западным и Центральным Средиземноморьем. В 440—441 годах вандалы грабили побережье Южной Италии и Сицилии, а затем, в 442 году, заняли весь остров. В 455 году, высадившись в устье Тибра, Гейзерих овладел Римом и подвёрг его двухнедельному грабежу. При императоре Майориане вандалы захватили часть римских кораблей в Картахене, после чего продолжилось опустошение прибрежных областей Италии. Также они появились уже и в восточной части Средиземного моря. В 468 году флот вандалов был разбит Василиском, однако Гейзерих, добившись пятидневного перемирия, затем смог уничтожить корабли противника.
По замечанию Г.-И. Диснера, по всей видимости, численность вандальского флота была непостоянной. После умершего в 477 году короля Гейзериха она уменьшилась, хотя уже сам этот правитель проводил военные операции на море с достаточной осторожностью. Неизвестны какие-либо крупные морские сражения с участием вандалов, источники сообщают больше о применении различных военных хитростей — вроде нападения брандеров в 468 году.
Наибольшее распространение получили небольшие суда, способные перевозить обычно около 40—50 человек, хотя у вандалов имелись и корабли большего размера.
Главной морской базой была столица государства Карфаген, в котором имелись верфи и арсеналы. По предположению Г.-И. Диснера, строительство кораблей осуществлялось также на Корсике.
Как отметил Г.-И. Диснер, в целом флот вандалов превосходил их сухопутное войско по своей боеспособности, хотя исследователь и предостерёг от общей переоценки морской силы Вандальского королевства.